# رالف بيلز
رالف بيلز (بالإنجليزية: Ralph Beals)‏ هو عالم إنسان أمريكي، ولد في 19 يوليو 1901، وتوفي في 24 فبراير 1985/1984